# 加藤保男
加藤 保男（かとう やすお、1949年〈昭和24年〉3月6日 - 1982年〈昭和57年〉12月27日?）は、日本の登山家。8000メートル峰に4度、エベレストに3度の登頂を果たした。エベレストをネパール、チベット両側から登頂したのは世界初。エベレスト3シーズン（春・秋・冬）登頂も世界初。埼玉県大宮市（現さいたま市）生まれ。大宮市市民栄誉賞（現:さいたま市民栄誉賞）第一号を受賞。

## 経歴
- 1967年（昭和42年） - 大東文化大学第一高等学校を卒業。
- 1971年（昭和46年） - 日本大学文理学部体育学科を卒業。兄で登山家の加藤滝男（1944年-2020年[2]、後にスイスでアルプス登山のガイドを務めた[3]）の影響で登山を高校時代に始める。在学中に大学の山岳部には入部せず、滝男が主催するJECC（ジャパン・エキスパート・クライマーズ・クラブ）で登攀経験を重ねる。
- 1969年（昭和44年）、兄滝男らと共にJECC隊としてアイガー北壁夏期初直登を果たす。さらに1972年（昭和47年）にかけてグランド・ジョラス、マッターホルンと登攀し、アルプス山脈の三大北壁登攀を達成する。
- 1973年（昭和48年）10月26日 - 第2次RCC登山隊で、石黒久隊員とともに、エベレスト（サガルマタ）のポストモンスーン期（秋季）初登頂を果たす（ネパール側、東南稜）。日程上強行軍であったためにサウスコル（7,986m）のキャンプからの一気の登頂であり、8,650m地点でのビバークを余儀なくされ、翌日、長谷川恒男隊員に救出される。奇跡の生還と言われたが、この時凍傷で足指すべてと右手の指3本を失った。
- 1975年（昭和50年） - インドヒマラヤ最高峰（7,816m）のナンダ・デヴィ遠征。日本・インド合同縦走隊の主峰側サポートメンバーとして主峰に登頂。パートナーは寺本正史。頂上で縦走隊の高見和成、長谷川良典と合流。
- 1980年（昭和55年）5月3日 - エベレスト（チョモランマ・珠穆朗瑪）にチベット側の北東稜から登頂。下山中に8,750mでビバークとなったが、無事に下山した[4]。
- 1981年（昭和56年）10月 - 尾崎隆ら三人による遠征隊でマナスルに無酸素登頂[4]。
- 1982年（昭和57年）12月27日 - 日本人初の冬期エベレスト登頂を果たした（東南稜）が、下山中に消息を絶った[5]。
- 1983年（昭和58年） - 大宮市（現さいたま市）から市民栄誉賞第一号が贈られた。
- 1990年（平成2年） - 小惑星（5743）が加藤と命名された。

## 遭難死
1982年末に冬期エベレスト登頂を目指し、12月23日に7900mの最終キャンプから一人でアタックしたが片足のアイゼンが脱げ落ち、強風のなか8,100m地点で断念した。12月27日に再度、小林利明とともに最終キャンプからアタックし、約11時間後の15時55分登頂に成功した。小林は加藤より遅れたため登頂を断念した。
2人は下山中に南峰（8,750m）付近でビバーク、消息を絶った。
12月30日、-50℃近くまで気温が下がり40-50m/秒のジェット気流が吹き荒れる気象条件下で3晩が過ぎ、酸素も14時間分しか持っておらず、食料も欠乏したと考えられることから生存が絶望視されるに至り、ベースキャンプからも「遭難死は間違いない」との連絡が入った。
故郷であるさいたま市の「思い出の里市営霊園」（旧:大宮市営霊園）に、遺体の無いまま墓が建立された。

## 著書
- 『雪煙をめざして』中央公論社、1982年11月。 NCID BN1049902X。全国書誌番号:83008107 NDLJP:12161041。
  - 『雪煙をめざして』中央公論社〈中公文庫〉、1983年2月。ISBN 9784122009998。 NCID BN08831258。全国書誌番号:83024738 NDLJP:12160743。
- 『わがエベレスト 加藤保男写真集』読売新聞社、1984年3月。 NCID BN10027745。全国書誌番号:85002879 NDLJP:12178818。

## 関連書籍
- 加藤滝男著『赤い岩壁：アイガー北壁直登の苦闘』（スキージャーナル、1971年）
- 今井通子著『続私の北壁：アイガー、グランド・ジョラス』（朝日新聞社、1972年） ISBN 9784022608826
- 藤木高嶺著『ああ南壁：第二次RCCエベレスト登攀記』（朝日新聞社、1974年）ISBN 4122028787
- 読売新聞社編『チョモランマに立つ：日本山岳会隊エベレスト中国ルート激闘全記録』（読売新聞社、1980年）
- 尾崎隆著『果てしなき山行』（中公文庫、1983年） ISBN 4122013232
- 田中館哲彦著『未踏への挑戦：加藤保男の生涯』（汐文社、1983年）
- 加藤ハナ著『エベレストに消えた息子よ：加藤保男－栄光と悲劇の生涯』（山と溪谷社、1984年） ISBN 9784635041409
- 読売新聞社編『わがエベレスト：加藤保男写真集』（読売新聞社、1984年）
- 山際淳司著『山男たちの死に方：雪煙の彼方に何があるか－遭難ドキュメント』（ベストセラーズ、1984年） ISBN 9784122023635
- 長尾三郎著『エベレストに死す：天才クライマー加藤保男の栄光と悲惨』（講談社、1984年） ISBN 4062011840
  - 長尾三郎著『エベレストに死す：天才クライマー加藤保男』（講談社文庫、1987年） ISBN 9784061840690 - 上掲書の改題・文庫化
- 後藤勲・生玉道雄編『加藤保男追想集』（加藤保男追想集編集委員会、1985年）
- 金田正樹著『感謝されない医者：ある凍傷Dr.のモノローグ』（山と溪谷社、2007年） ISBN 9784635140072
- タウン誌 Acoreおおみや『登山家 昭和のアドベンチャー 加藤保男の青春』（2009年） http://acore.moover.jp/ebook/v2/_SWF_Window.html